# Boophis calcaratus
Espèce
Statut de conservation UICN

 LC  : Préoccupation mineure
Boophis calcaratus est une espèce d'amphibiens de la famille des Mantellidae.

## Répartition
Cette espèce est endémique de Madagascar. Elle se rencontre dans le centre-est de l'île.

## Publication originale
- Vallan, Vences & Glaw, 2010 : Forceps delivery of a new treefrog species of the genus Boophis from eastern Madagascar (Amphibia: Mantellidae). Amphibia-Reptilia, vol. 31, p. 1-8.